# 1642 en science
| Années de la science : 1639 - 1640 - 1641 - 1642 - 1643 - 1644 - 1645    |
| Décennies de la science : 1610 - 1620 - 1630 - 1640 - 1650 - 1660 - 1670 |

Cet article présente les faits marquants de l'année 1642 en science.

## Événements
- Août : le procédé de gravure appelé mezzotinte est développé par Ludwig von Siegen[1].
- Septembre : ouverture du canal de Briare, le plus ancien canal à bief de partage, qui permet de relier la Loire et la Seine[2].
- 24 novembre : l'explorateur hollandais Abel Tasman, qui fait le tour de l’Australie en bateau, découvre la Tasmanie. En hommage à un fonctionnaire colonial néerlandais, il baptise la Tasmanie, dans un premier temps « terre de Van Diemen »[3]. Découragés par le récit qu’il fait de son voyage, les Hollandais abandonnent leurs explorations de cette partie du Pacifique.
- 13 décembre : Abel Tasman découvre la Nouvelle-Zélande. Après avoir été attaqué par les Maoris lors d'une tentative de débarquement, il renonce à y accoster[4].

- Pour aider son père dans ses calculs, Blaise Pascal commence la conception d'une machine à calculer, la Pascaline, achevée en 1645[5].
- Création d'un observatoire à l'université d'Utrecht[6].
- La construction de l'observatoire astronomique de Rundetårn (la Tour ronde) pour l'Université de Copenhague est achevée[7].

## Publications
- Ulisse Aldrovandi : Monstrorum historia, Bologne, 1642, posthume ;
- Mario Bettinus : Universae Philosophiae Mathematicae, 1642 ;
- Jean-Baptiste Van Helmont : Febrium doctrina inaudita, Antverpiae.

## Naissances

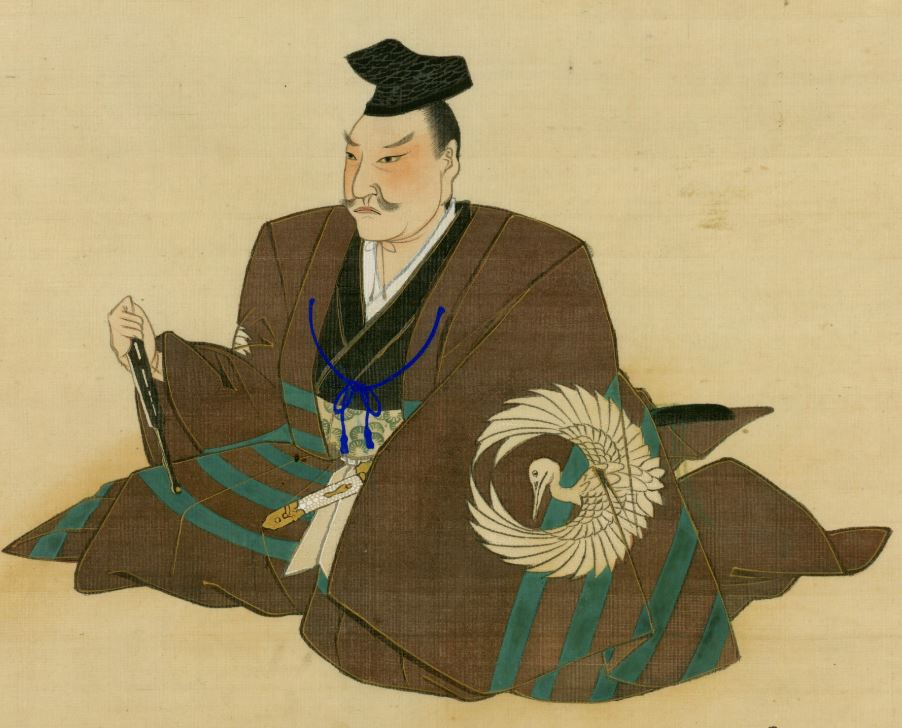
Seki Kowa

- Mars :  Seki Kowa (mort en 1708), mathématicien japonais.

## Décès

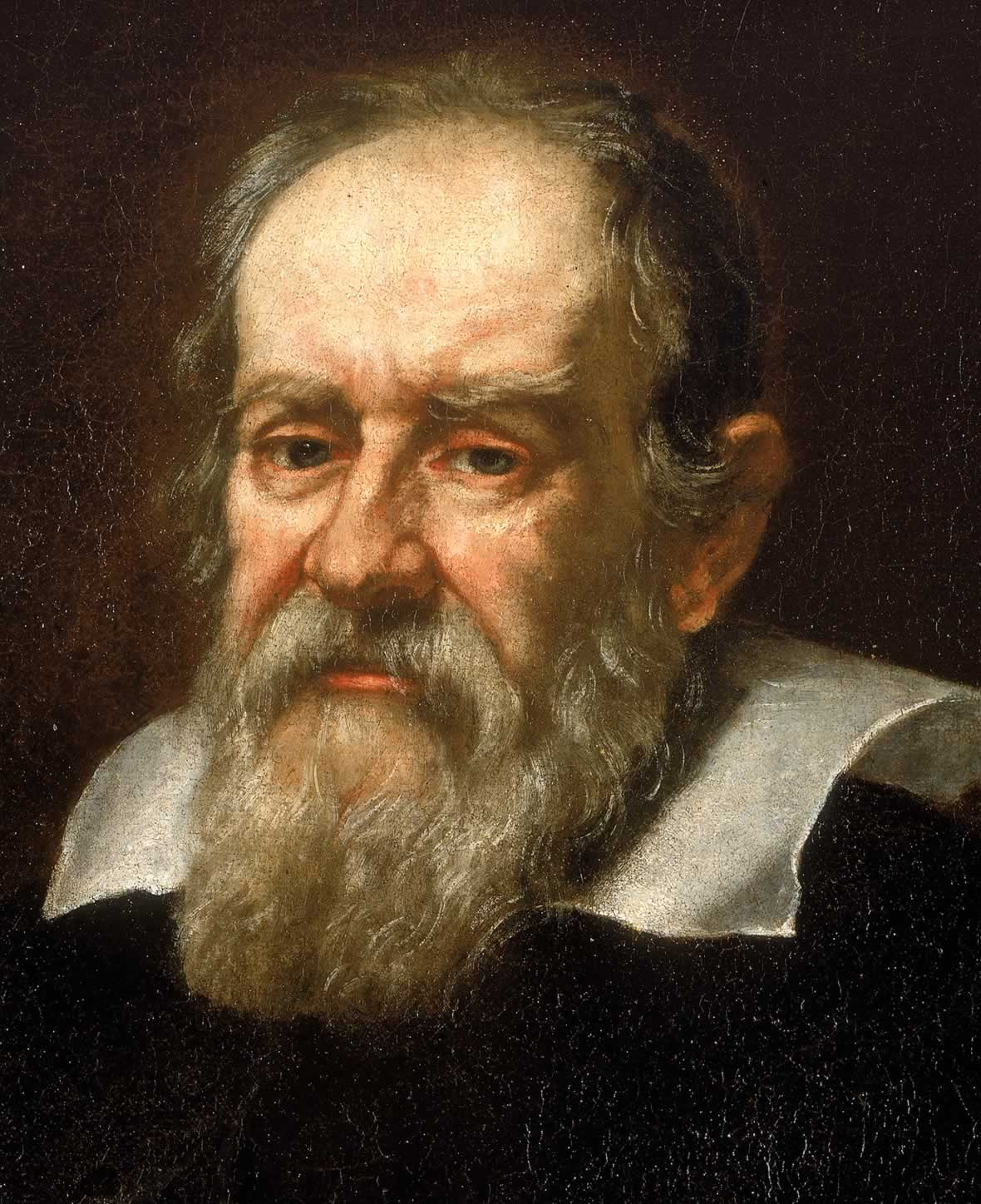
Galileo Galilei

- 8 janvier : Galileo Galilei (Galilée), astronome italien (né en 1564).
- Martine de Bertereau (née vers 1600), minéralogiste française.
- Clément Cyriaque de Mangin (né en 1570), poète et mathématicien français.

## Source bibliographique
- Maurice d'Ocagne, Le calcul simplifié, Gauthier-Villars et fils, 1893
- Jean Marguin, Histoire des instruments et machines à calculer, Hermann, 1994, 99 p. (ISBN 978-2-7056-6166-3)